# Wilhelm Nilsson
Wilhelm Nilsson (* 17. Februar 1994 in Falkenberg) ist ein schwedischer Volleyballspieler.

## Karriere
Nilsson begann seine Karriere 2009 beim heimischen Falkenbergs VBK. In der Saison 2011/12 spielte er bei Rig Falköping und anschließend wieder ein Jahr bei Falkenbergs VBK. 2013 spielte der Mittelblocker erstmals für einen ausländischen Verein, den belgischen Erstligisten Noliko Maaseik. Nach der Saison kehrte er erneut zu Falkenbergs VBK zurück. 2015 wechselte der schwedische Nationalspieler zum portugiesischen Verein Fonte Bastardo Azores. In der Saison 2016/17 war er wieder in der heimischen Liga aktiv, diesmal bei Linköpings VC. 2017 wurde er vom deutschen Bundesligisten TSV Herrsching verpflichtet.